# August von Veltheim

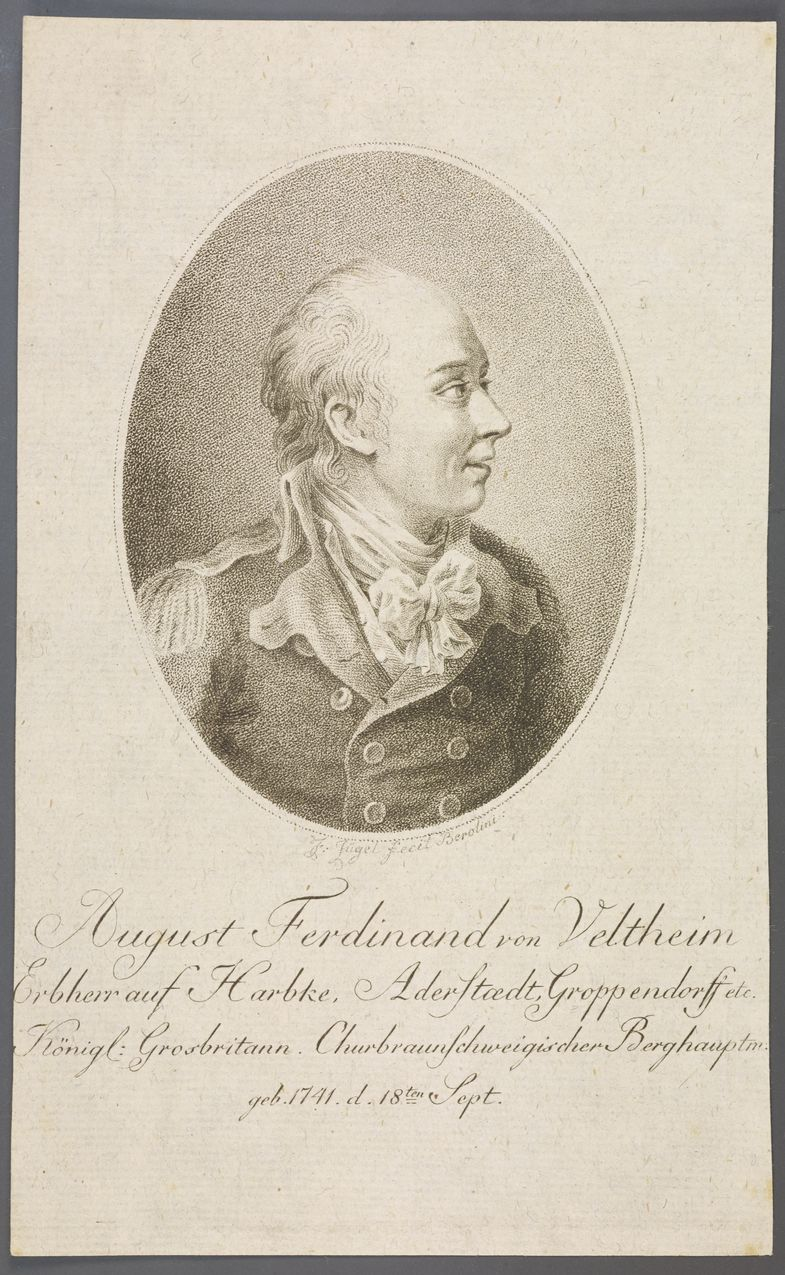
August Ferdinand von Veltheim

August Ferdinand von Veltheim, ab 1798 Graf von Veltheim (* 18. September 1741 in Harbke; † 2. Oktober 1801 in Braunschweig) war ein deutscher Mineraloge und Vizeberghauptmann.

## Leben
August von Veltheim, Sohn von Friedrich August von Veltheim (1709–1775), besuchte von 1756 an das Pädagogium im Kloster Berge und erhielt ab 1758 durch Friedrich Anton von Heynitz in Zellerfeld eine bergmännische Ausbildung. Ab 1760 studierte Veltheim an der Universität Helmstedt und trat nach Beendigung seiner Kavaliersreisen 1763 als Kammerakzessist in den braunschweigischen Staatsdienst. Ein Jahr später wurde er zum kurfürstlichen Kammerrat berufen.
1767 wechselte Veltheim als Bergdrost zu Clausthal in die Bergverwaltung und wurde 1769 zum Vizeberghauptmann ernannt. In diesem Amte führte er als Stellvertreter von Claus Friedrich von Reden bis 1779 die Aufsicht über den Oberharzer Bergbau. 1781 wurde er zum Mitglied der Leopoldina gewählt. Nachdem seine Ehefrau und sein Sohn verstorben waren, trat er 1779 in den Ruhestand. Aus diesem Anlass wurde ihm der Titel eines Königlich Großbritannischen und Kurfürstlich Braunschweig-Lüneburgischen Berghauptmanns mit Generalmajors-Rang verliehen. 1798 erhielt Veltheim die Ehrendoktorwürde der Universität Helmstedt und wurde im selben Jahre in den Grafenstand erhoben. Am 21. Mai 1795 berief ihn die Preußische Akademie der Künste zum Ehrenmitglied.
Im Ruhestand zog sich Veltheim auf sein Gut Harbke zurück und betrieb vorwiegend botanische und mineralogische Studien. Neben diesen Publikationen stammen von Veltheim auch Anekdotensammlungen sowie Werke über die ägyptische Memnonssäule und Barberinische Vasen.
1796 wurde ihm durch die Zarin Katharina II. das Amt eines russischen Oberberghauptmanns angeboten, das er ablehnte. Als Mitglied der Landstände wirkte Veltheim an der Ausarbeitung des Provinzialgesetzbuches des Herzogtums Magdeburg mit.
Seine Ehefrau war Ehefrau Ottonia Henriette von Arnim (* 25. Januar 1760; † 16. März 1803). Einer ihrer fünf Kinder war Röttger von Veltheim. Zwei seiner Geschwister waren Graf Werner von Veltheim, Geheimer Rat und Hofjägermeister; dreimal verheiratet, sowie Gräfin Marianne von Veltheim, verheiratet mit dem Vetter Freiherr Werner von Veltheim-Ostrau, Chef des Berg-, Hütten- und Salinendepartements zu Berlin.

## Publikationen
- Grundriß der Mineralogie. 1781
- Etwas über die Bildung des Basalts, und die vormahlige Beschaffenheit der Gebirge in Deutschland. 1787, Digitalisat 2. Auflage
- Über Werners und Karstens Reformen in der Mineralogie., 1783, Digitalisat
- Über die Hauptmängel der Eisenhütten in Deutschland. 1790, Digitalisat
- Anekdoten vom Französischen Hofe vorzüglich aus den Zeiten Ludewigs des XIV. und des Duc Regent aus Briefen der Madame d'Orleans Charlotte Elisabeth Herzog Philipp I. von Orleans Witwe welchen noch ein Versuch über die Masque de Fer beigefügt ist., Straßburg 1789